# Itsi Bitsi
|  | Denne artikel er oprettet af botten PalnaBot ud fra en ekstern database. Den kan derfor have sproglige fejl eller mangler. Denne skabelon kan fjernes efter kontrol af indholdet. |

Itsi Bitsi er en film instrueret af Prami Larsen.

## Handling
En collage af indtryk fra opholdet på Krogerup Højskole efteråret 1994 lagt i en ramme af Eik Skaløes Tekster i ITSI BITSI.